# فرودگاه واروی
فرودگاه واروی (به انگلیسی: Værøy Airport) (به زبان بومی: Værøy lufthavn) یک فرودگاه همگانی با کد یاتا VRY است که یک باند فرود آسفالت دارد و طول باند آن ۸۰۰ متر است. این فرودگاه در کشور نروژ قرار دارد و در ارتفاع ۱۱ متری از سطح دریا واقع شده است.

## شرکت‌های هواپیمایی و مقصدهای پروازی
| شرکت‌های هواپیمایی | مقصدهای پروازی                                          |
| ----------------- | ------------------------------------------------------- |
| ویدروئه           | بودو، لکنز، رواست [all flights discontinued since 1990] |